# Flughafen Nausori

i8
i11
i13
Der Nausori International Airport (IATA-Code: SUV, ICAO-Code: NFNA) alias Luvuluvu ist der zweite Internationale Flughafen in Fidschi und liegt direkt neben dem Ort Nausori, welcher ihm den Namen gibt. Er liegt im Süd-Osten der Insel Viti Levu, der Hauptinsel Fidschi. Er ist etwa 30 Minuten von der Hauptstadt Fidschis, Suva, entfernt, was einer Entfernung von 23 Kilometern entspricht. 
Für den Flughafen wurde ein 20-Jahre Rahmenplan erstellt, der die Erneuerung des Flughafens, durch ein „hypermodernes“ Design für die Internationalen Passagiere, einschließt. Es gibt eine asphaltierte Landebahn, mit einer Länge von 1868 m. Der Flughafen liegt auf einer Höhe von 5 Metern.
Eigentümer und Betreiber ist Airports Fiji Limited. 

## Fluggesellschaften
- Fiji Airways
- Pacific Sun
- Air Fiji (Betrieb am 1. Mai 2009 eingestellt)